# Alopochen mauritiana
La casarca di Mauritius (Alopochen mauritiana (A.Newton & Gadow, 1893) è un uccello estinto della famiglia degli Anatidi, che in passato popolava l'isola di Mauritius.